# أسكيا جونز
اسكيا جونز (بالإنجليزية: Askia Jones) مواليد 3 ديسمبر 1971 في فيلادلفيا، هو لاعب كرة سلة أمريكي. بدأ مسيرته الاحترافية في سنة 1994. يحمل الرقم 2. اعتزل اللعب في 2010.

## المسيرة الاحترافية
لعب مع مينيسوتا تمبر ولفز في سنة 1994، ثم لعب مع فلامنغو لكرة السلة في موسم 1998–1999، ثم لعب مع جوفينتوت بادالونا في الدوري الإسباني في موسم 1999–2000.

## روابط خارجية
- أسكيا جونز على موقع الاتحاد الدولي لكرة السلة (الإنجليزية)
- أسكيا جونز على موقع إن بي أي (الإنجليزية)
- أسكيا جونز على موقع سبورتس رفرنس (الإنجليزية)
- أسكيا جونز على موقع الدوري الإسباني لكرة السلة (الإسبانية)
- أسكيا جونز على موقع كرة السلة الأوروبية.كوم (الإنجليزية)
- أسكيا جونز على موقع كلية كرة السلة في سبورتس رفرنس.كوم (الإنجليزية)
- أسكيا جونز على موقع ريلجم (الإنجليزية)
- أسكيا جونز على موقع بروبوليرز (الإنجليزية)
- أسكيا جونز على موقع سبورتس رفرنس (الإنجليزية)